# Machaerotidae
Machaerotidae Stål, 1866, è una piccola famiglia di insetti dell'Ordine dei Rincoti Omotteri, superfamiglia Cercopoidea. La famiglia è distribuita prevalentemente nelle regioni tropicali dell'Asia.

## Descrizione
Gli adulti di molti Machaerotidae sono caratterizzati dalla singolare conformazione del corpo dovuta allo sviluppo ipertelico del mesonoto. Questa particolarità li rende apparentemente simili alla più nota famiglia dei Membracidae, tuttavia, in questi ultimi, lo sviluppo ipertelico riguarda il pronoto. Sono insetti di piccole dimensioni, caratteristica comune alla generalità dei Cercopoidei
Il capo presenta l'area frontale convessa, più o meno pronunciata e carenata trasversalmente. È provvisto di due ocelli, disposti nel vertice fra gli occhi. Le antenne sono brevi e sottili, inserite davanti agli occhi, con i segmenti basali infossati in cavità profonde e non visibili dal lato dorsale. Gli occhi sono grandi, disposti alle estremità laterali del capo come in tutti i Cicadomorfi. Alla vista laterale sono disposti sotto il pronoto e piuttosto ravvicinati all'inserzione delle ali anteriori.
Il torace presenta il pronoto con margine anteriore convesso, fino a sovrastare gran parte del capo; il margine posteriore ha un profilo dorsale a W. Il mesonoto ha una forma fondamentalmente triangolare, ma posteriormente si restringe prolungandosi in un processo sottile, più o meno allungato. In diverse specie, come nel genere Machaerota il processo posteriore del mesonoto assume uno sviluppo ipertelico e si eleva sopra le tegmine e l'addome, in modo analogo a quanto avviene nei Membracidae con il pronoto.
Le ali anteriori sono ben sviluppate e più lunghe dell'addome, differenziate perciò in tegmine. In fase di riposo sono ripiegate a tetto tenute quasi verticalmente. Una sutura che decorre dalla base al margine posteriore suddivide la tegmina in una regione posteriore (con ala dispiegata) o dorsale (con ala ripiegata) detta clavo e una regione remigante detta corio. Dopo il clavo il margine presenta un'espansione, detta appendice, che resta esterna rispetto alla vena marginale.
Le zampe posteriori sono di tipo saltatorio. Le tibie posteriori sono relativamente brevi, presentano uno o due spine sul margine esterno e terminano all'apice con un'espansione ornata da una corona formata da una o due serie di spine.
Il nome inglese di tube spittlybug ("insetto sputo dal tubo"), attribuito ai Machaerotidae, si deve al singolare comportamento degli stadi giovanili. Come nella generalità dei Cercopoidei, gli stadi giovanili sono poco mobili e producono una schiuma, simile alla saliva di uno sputo, che ne avvolge il corpo. Questa schiuma è prodotta per mezzo di movimenti dell'addome che insuffla aria negli escrementi liquidi. A differenza degli altri Cercopoidei, la produzione della schiuma è di limitata entità e l'insetto vive all'interno di una protezione fissata agli steli delle piante ospiti. Questa protezione, alquanto singolare fra gli Insetti, è costituita da un guscio cilindro-conico, diritto o spiralato, formato per almeno il 75% da calcare, che ricorda spesso quello degli Serpulidae (Anellidi Policheti).

## Habitat e diffusione
I Machaerotidae sono associati a specie arboree delle foreste in ambienti umidi. La maggior parte della famiglia è rappresentata da specie distribuite fra la regione orientale e quella australasiana, ma alcune specie estendono l'areale fino all'Africa, alla Manciuria e alla Tasmania, comprendendo anche parte della regione afrotropicale e del paleartico orientale. La famiglia è del tutto assente in gran parte della regione paleartica, compresa l'Europa e in tutto il continente americano.

## Sistematica
La famiglia comprende oltre un centinaio di specie ripartite fra 31 generi:
- Aphromachaerota
- Aphrosiphon
- Apomachaerota
- Chaetophyes
- Conditor
- Conmachaerota
- Enderleinia
- Eumachaerota
- Grypomachaerota
- Hindola
- Hindoloides

- Machaeropsis
- Machaerota
- Maxudea
- Metahindola
- Neurohindola
- Neuroleinia
- Neuromachaerota
- Pachymachaerota
- Parahindola
- Parahindoloides

- Platymachaerota
- Polychaetophyes
- Promaxudea
- Pseudomachaerota
- Serreia
- Sigmasoma
- Soamachaerota
- Strandiana
- Trichophyes
- Weigoldella

HAMILTON (2001) adotta una revisione sistematica che riunisce nell'unica famiglia Clastopteridae due sottofamiglie, Clastopterinae e Machaerotinae, abbassando perciò al rango di sottofamiglia le due famiglie Clastopteridae sensu stricto e Machaerotidae. Questa revisione, basata sulla stretta correlazione morfologica dei due raggruppamenti, non è tuttavia seguita da altri Autori.